# Carole Caldwell Graebner
Carole Caldwell Graebner, ameriška tenisačica, * 24. junij 1943, Pittsburgh, ZDA, † 19. november 2008, New York, ZDA.
V posamični konkurenci je največji uspeh kariere dosegla leta 1964, ko se je uvrstila v finale turnirja za Nacionalno prvenstvo ZDA, kjer jo je premagala Maria Bueno v dveh nizih. Na turnirjih za Prvenstvo Avstralije se je najdlje uvrstila v polfinale leta 1966, na turnirjih za Prvenstvo Anglije v četrti krog leta 1964, na turnirjih za Amatersko prvenstvo Francije pa v prvi krog leta 1966. V konkurenci ženskih dvojic je skupaj z Nancy Richey po enkrat osvojila turnirja za Nacionalno prvenstvo ZDA in Prvenstvo Avstralije.

## Finali Grand Slamov

### Posamično (1)

#### Porazi (1)
| Leto | Turnir                   | Nasprotnica v finalu | Rezultat finala |
| 1964 | Nacionalno prvenstvo ZDA | Maria Bueno          | 1–6, 0–6        |

### Ženske dvojice (2)

#### Zmage (2)
| Leto | Turnir                   | Partnerica   | Nasprotnici v finalu          | Rezultat finala |
| 1965 | Nacionalno prvenstvo ZDA | Nancy Richey | Billie Jean King Karen Susman | 6–4, 6–4        |
| 1966 | Prvenstvo Avstralije     | Nancy Richey | Margaret Smith Lesley Turner  | 6–4, 7–5        |